# 赵克裕
赵克裕（9世纪—904年），唐朝末年河阳人。祖父、父亲都是军吏。赵克裕年轻时为牙将，好读书，谨仪范，节度使们都以为奇而厚待他。累居右职，擢为虎牢关使。光启年间，奉国军节度使秦宗权作乱攻陷河阳，赵克裕率所部归顺宣武军节度使朱全忠，隶于义成军。朱全忠东征感化军节度使时溥、天平军节度使朱宣，赵克裕屡受命令，无不如意。领亳州刺史，约文德年间领郑州刺史。时关东藩镇为秦宗权所残害，百姓流散不能相保，赵克裕擅长农战之备，也善于安抚，很多百姓依赖他而获安。大顺二年（891年），朱全忠表为河阳节度使、检校右仆射。
八月，河东节度使李克用派养子邢洺节度使李存孝攻打河阳，赵克裕投降请求修好。景福元年（892年）正月，朱全忠攻克河阳军部孟州，驱逐赵克裕。二月，奏请贬赵克裕为许州刺史。不久，入为金吾卫大将军、检校司空，次年许州已由朱全忠长子朱友裕权知。天复三年（903年），朱全忠为诸道兵马副元帅，以赵克裕为元帅府左都押衙，复统六军。同年，平卢军节度使王师范夺取泰宁军治所兖州，同年朱全忠收复兖州后，命赵克裕权知泰宁军留后。数月后，暴疾而卒。朱全忠建立后梁后，开平初年，追赠太保。
《旧五代史》史臣曰：克裕而下，无讥可也。

## 延伸阅读
[在维基数据编辑]
 《舊五代史·卷15》，出自薛居正《舊五代史》